# Чёрная радуга
«Чёрная радуга» (англ. Black Rainbow) — американо-британский мистический триллер Майка Ходжеса 1989 года.

## Сюжет
Марта Трэвис — медиум. Она гастролирует с выступлениями по Библейскому поясу вместе со своим отцом-алкоголиком Уолтером, который исполняет функции её менеджера. Обычно на своих выступлениях она разговаривает с умершими родственниками зрителей из зала. Её отец не верит в сверхъестественные способности дочери, но использует её веру в то, что она может слышать голоса умерших людей, чтобы зарабатывать на этом.
Неожиданно способности Марты меняются прямо во время одного из её выступлений. Она рассказывает одной зрительнице в мельчайших подробностях как был убит её муж. Своим рассказом Марта пугает эту женщину, так как её муж жив. Позже этим вечером этого человека действительно убивают и именно так, как описала Марта. Он работал на предприятии, которое производит ядерное топливо. Он хотел сделать достоянием общественности серьёзные нарушения техники безопасности, поэтому руководство этого предприятия решило избавиться от него.
Марта и её отец отправляются в следующий город. Местная газета отправляет за ней в погоню своего журналиста Гэри Уоллеса. Если она настоящий медиум и видела в своём видении убийство, то пусть назовёт имя убийцы. Сам Гэри не верит в сверхъестественные способности девушки. Преступники же, узнав о медиуме, которая предсказала убийство, решают, что теперь нужно избавиться и от неё пока она их не разоблачила.
В следующем городе во время своего выступления Марта произносит имена неких людей, которые, однако, все живы, а некоторые даже находятся в зале. На следующее утро на одном из предприятий города происходит трагедия и погибает множество рабочих. Это те люди, которых Марта называла в своём выступлении накануне. Девушку начинают считать ведьмой, которая и вызвала эту трагедию.
Гэри узнаёт от Марты имя убийцы. В редакции сообщают, что этот человек сейчас в том же городе, где и проходят выступления Марты. Гэри опасается за жизнь девушки. Во время своего очередного выступления Марта с ужасом обнаруживает, что в своём видении она наблюдает убийство своего же отца. Полиция срочно отправляется в гостиницу, где сейчас должен находиться Уолтер.
В это время убийца действительно крадётся к номеру Уолтера, только он хочет убить не старика, а Марту. Он стреляет в призрачную фигуру Марты, но все пули летят сквозь неё в Уолтера. Сама же Марта в это время находится на сцене в другой части города.
Много лет спустя Гэри Уоллесу, наконец, удаётся найти Марту, живущую в одинокой хижине в лесу в глубоком захолустье. Она отказывается говорить с ним и прячется в доме. У Гэри есть только несколько снимков Марты на пороге её дома, которые он успел сделать. В редакции же после проявки плёнки обнаруживается, что никаких людей на снимках нет, а дом, который на них изображён, выглядит заброшенным и нежилым.

## В ролях
- Розанна Аркетт — Марта Трэвис
- Джейсон Робардс — Уолтер Трэвис
- Том Халс — Гэри Уоллес
- Марк Джой — Ллойд Харли
- Рон Розенталь — лейтенант Ирвинг Вайнберг
- Джон Беннс — Тед Сайлас
- Линда Пирс — Мэри Курон
- Олек Крупа — Том Курон
- Марти Терри — миссис Адамс
- Эд Грейди — Джефф Макбейн
- Мьюз Уотсон — офицер полиции

## Производство
Режиссёр фильма Майк Ходжес сам написал сценарий. Он утверждал, что был вдохновлён выступлениями проповедников по американскому телевидению. В одном из интервью Ходжес отмечал, что в мире полно странного и непонятного и что такие вещи как параллельные вселенные или билокация (когда человек находится в двух разных местах одновременно) могли бы существовать.

## Приём
Фильм отметили на тематических фестивалях. На фестивале фантастических фильмов в Сиджесе в 1989 году фильм победил в номинациях «Лучший сценарий» и «Лучшая актриса» (Розанна Аркетт). На фестивале кинофантастики «Фантаспорту» в 1990 году фильм победил в номинациях «Лучшая актриса» (Розанна Аркетт) и «Лучший фильм». Несмотря на то, что фильм отметили на фестивалях, он не смог дойти до широкой аудитории и оставался малоизвестным. Дистрибьютор фильма в тот момент испытывал финансовые трудности и фильм так и не был выпущен в прокат. Фильм выходил на носителях. В начале 2020-х годов компания Arrow Films выпустила отреставрированную версию фильма с дополнительными материалами на Blu-ray. Критики отмечали, что возможно это лучший фильм Майка Ходжеса после «Убрать Картера» (1971). При этом отмечалось, что подобный фильм понравится не всем, в том числе из-за мешанины жанров.